# Krongut
Als Krongut, Krondomäne,  Kronland oder Königsgut wurden im Mittelalter und in der frühen Neuzeit jene Gebiete eines Königreiches bezeichnet, die sich in direktem Besitz des Monarchen befanden, von der königlichen Kammer (in der Neuzeit) oder von Unfreien des Königs (im Mittelalter) verwaltet wurden und nicht als Lehen an Vasallen vergeben waren. Sie dienten ursprünglich der Finanzierung aller königlichen Bedürfnisse, seien es die Ausgaben für den Hof oder die Aufwendungen für das Militär. Die Verfügungsgewalt des Königs über die Krongüter konnte gesetzlich beschränkt sein, so war in manchen Ländern der Verkauf von Kronland nicht ohne Weiteres gestattet, wurde von den Königen aber trotzdem häufig z. B. durch Verpfändung praktiziert.
In einigen Ländern sind von den Krongütern die Hausgüter zu unterscheiden. Letztere gehörten dem König bzw. seiner Familie quasi privat. Er konnte sie frei veräußern und er vererbte sie nach dem allgemein gültigen Erbrecht in seiner Familie, auch wenn diese nicht mehr den Herrscher stellte (zum Beispiel in einer Wahlmonarchie). Die Unterscheidung und Trennung von Kron- und Hausgut führte vor allem beim Wechsel zwischen Herrscherfamilien immer wieder zu Auseinandersetzungen.

## Vereinigtes Königreich
Im Vereinigten Königreich ist der Crown Estate das Krongut im Besitz der britischen Krone. Wie die Kronjuwelen gehört er dem Monarchen in seiner Eigenschaft als Staatsoberhaupt, ist aber nicht dessen privates Eigentum und kann nicht durch ihn verkauft werden.

## Kanada
Kronland (englisch crown land) bezeichnet in Kanada Landflächen, die sich nicht im Privatbesitz befinden, sondern dem Staat unterstellt sind. Formell gehören sie der Krone, vertreten durch den jeweiligen Monarchen von Kanada (derzeit Charles III.) und verwaltet durch die jeweilige Regierung.